# Yoan Makoundou
Yoan Makoundou (Melun, 9 agosto 2000) è un cestista francese.

## Palmarès

### Squadra
- Campionato francese: 1

Monaco: 2022-2023
- Coppa di Francia: 1

Monaco: 2022-2023

### Individuale
- Basketball Champions League Best Young Player: 1

Cholet: 2020-2021